# جوش جاكسون (لاعب كرة قدم أمريكية شمالية)
جوش جاكسون (بالإنجليزية: Josh Jackson)‏ هو لاعب كرة قدم أمريكية شمالية ‏ أمريكي، ولد في 3 أبريل 1996 في كورينث في الولايات المتحدة.

## وصلات خارجية
- جوش جاكسون على موقع مرجع كرة القدم المحترفة.كوم (الإنجليزية)